# Okrasin (województwo podlaskie)
Okrasin – wieś w Polsce położona w województwie podlaskim, w powiecie grajewskim, w gminie Radziłów.
Wierni kościoła rzymskokatolickiego należą do parafii św. Anny w Radziłowie.

## Historia
Wieś po raz pierwszy wzmiankowano w 1482.
Wieś królewska Okrasino położona była w drugiej połowie XVI wieku w powiecie radziłowskim ziemi wiskiej województwa mazowieckiego.
W latach 1921–1939 wieś leżała w województwie białostockim, w powiecie kolneńskim (od 1932 w powiecie łomżyńskim), w gminie Przytuły.
Według Powszechnego Spisu Ludności z 1921 roku wieś zamieszkiwało 439 osób, 438 było wyznania rzymskokatolickiego a 1 prawosławnego. Jednocześnie 438 mieszkańców zadeklarowało polską przynależność narodową a 1 inną. Było tu 59 budynków mieszkalnych. Miejscowość należała do miejscowej parafii rzymskokatolickiej w m. Radziłów. Podlegała pod Sąd Grodzki w Stawiskach i Okręgowy w Łomży; właściwy urząd pocztowy mieścił się w m. Radziłów.
W latach 1975–1998 miejscowość należała administracyjnie do województwa łomżyńskiego.